# ATSF-Klasse 3460
Die Klasse 3460 der Atchison, Topeka and Santa Fe Railway bestand aus sechs 2C2-Hudson-Dampflokomotiven gebaut 1937 von den Baldwin Locomotive Works für den Dienst zwischen La Junta, Colorado und Chicago, Illinois, eine ziemlich flache, für den Hudson-Typ geeignete, Eisenbahnstrecke. Sie waren wesentlich größer als die älteren ATSF-Lokomotiven der Klasse 3450. Alle wurden mit Ölfeuerung gebaut, allerdings in einer Bauweise, die eine einfache Umstellung auf Kohlefeuerung ermöglichte.
Sie hatten viel gemeinsam mit der Klasse F7 der Milwaukee Road und der Klasse E-4 der Chicago and North Western Railway. Alle drei Typen waren schnell und „Hudsons“ (Whyte-Notation 4-6-4) mit 84-Inch-Treibrädern für den Dienst im mittleren Westen mit 300 lb/in² Kesseldruck.
Im Dezember 1937 stellte die Lokomotive 3461 einen Weltrekord für den längsten durchgehenden Durchlauf einer Dampflokomotive auf den kompletten 2227 Meilen (3584 km) von Los Angeles, Kalifornien nach Chicago mit lediglich fünf Halten auf der Strecke zur Ergänzung der Vorräte auf. Sie zog den Zug 8, den „Fast Mail Express“. Eine Durchschnittsgeschwindigkeit von 45 mph (72 km/h) wurde erreicht, Stopps mitgerechnet; die Höchstgeschwindigkeit während der Fahrt betrug 90 mph (140 km/h).
Auf starken Steigungen war zwar eine Vorspannlokomotive zur Unterstützung notwendig, allerdings waren solche Langstrecken-Universallokomotiven ein Ziel der Eisenbahnbetriebsabteilungen, weil die damit verbundene Verringerung der verschiedenen Lokmodelle sowie die verstärkte Nutzung der einzelnen Lokomotive, geeignet war, die Betriebskosten zu senken.
Die erste Lokomotive dieser Klasse mit der Nummer 3460 war stromlinienförmig gebaut und hell in „Robon’s blue“ und silberfarben lackiert. Sie wurde bekannt als die „Blue Goose“ (Blaue Gans) und war als einzige Stromlinen-Dampflokomotive der Santa Fe in Eisenbahnpublikationen viel genannt und beliebt bei den Fans.
Die Lokomotive Nummer 3461 war zusätzlich entlang der Kesseloberseite mit einer Stromlinienverkleidung versehen, die auch die Dome verkleidete. Mit diesem Experiment sollte versucht werden, eine Rauchführung weg von der Lokomotive zu erreichen, was sich aber nicht bewährt hatte und deswegen wieder verworfen wurde. Alle Lokomotiven hatten ansonsten einen von Santa Fe entwickelten teleskopischen Schornsteinaufbau, welcher dazu diente Rauch in die Höhe abzuleiten, aber gleichzeitig die Durchfahrt bei niedrigen Brücken und Tunnels ermöglichte.
Die „Hudsons“ der Klasse 3460, die Northerns der Klasse 3765 und die Texas-Lokomotiven der Klasse 5001 wurden etwa zur selben Zeit entwickelt und bestellt und hatten im Design viel gemeinsam. Darüber hinaus nutzten sie alle den gleichen sechsachsigen Schlepptender, was dazu führte, dass sie oft die „Big Three“ genannt wurden.
Lediglich die Lokomotive mit der Nummer 3463 blieb als einzige Lokomotive dieser Klasse erhalten. Sie steht heute als Ausstellungsstück auf einem Sockel auf dem Gelände des Kansas Expocentre in Topeka, Kansas.